# ای‌آرای اسپورا (پی-۴۱)
ای‌آرای اسپورا (پی-۴۱) (به انگلیسی: ARA Espora (P-41)) یک کشتی است که طول آن ۹۱٫۲ متر (۲۹۹ فوت) می‌باشد. این کشتی در سال ۱۹۸۲ ساخته شد.